# Fotbal Club Viitorul Constanța 2016-2017
Questa voce raccoglie le informazioni riguardanti il Fotbal Club Viitorul Constanța nelle competizioni ufficiali della stagione 2016-2017.

## Stagione
La stagione si è conclusa con la vittoria del primo titolo nazionale per la squadra di Costanza. La squadra allenata da Gheorghe Hagi ha vinto la stagione regolare con tre punti di vantaggio sulla Steaua Bucarest e ha prevalso anche nella Poule Scudetto, dove ha ottenuto gli stessi punti della Steaua, ma ha vuto la meglio negli scontri diretti.
Per il Viitorul è stata anche la stagione dell'esordio nelle coppe europee. La squadra è stata eliminata dal Gent nel terzo turno preliminare di Europa League (5-0 e 0-0).

## Rosa
Aggiornata al 24 aprile 2017.
| N. |                    | Ruolo | Calciatore        |
| -- | ------------------ | ----- | ----------------- |
| 1  | Romania (bandiera) | P     | Árpád Tordai      |
| 2  | Romania (bandiera) | C     | Bogdan Vasile     |
| 3  | Romania (bandiera) | D     | Sorin Rădoi       |
| 4  | Romania (bandiera) | C     | Doru Dumitrescu   |
| 5  | Romania (bandiera) | D     | Tudor Băluță      |
| 6  | Romania (bandiera) | D     | Romario Benzar    |
| 7  | Romania (bandiera) | A     | Florinel Coman    |
| 8  | Romania (bandiera) | C     | Carlo Casap       |
| 9  | Romania (bandiera) | C     | Alexandru Stoica  |
| 10 | Romania (bandiera) | A     | Gabriel Iancu     |
| 11 | Romania (bandiera) | A     | Vlad Morar        |
| 12 | Romania (bandiera) | P     | Victor Rîmniceanu |
| 14 | Romania (bandiera) | C     | Adrian Neniță     |
| 15 | Romania (bandiera) | D     | Bogdan Țîru       |
| 16 | Romania (bandiera) | C     | Dragoș Nedelcu    |

| N. |                    | Ruolo | Calciatore         |
| -- | ------------------ | ----- | ------------------ |
| 17 | Romania (bandiera) | C     | Andrei Ciobanu     |
| 19 | Romania (bandiera) | D     | Sebastian Mladen   |
| 20 | Romania (bandiera) | A     | George Țucudean    |
| 21 | Francia (bandiera) | D     | Kévin Boli         |
| 22 | Romania (bandiera) | D     | Cristian Ganea     |
| 23 | Romania (bandiera) | C     | Alexandru Cicâldău |
| 24 | Romania (bandiera) | A     | Alexandru Mățan    |
| 25 | Romania (bandiera) | A     | Aurelian Chițu     |
| 26 | Romania (bandiera) | D     | Szabolcs Kilyen    |
| 28 | Romania (bandiera) | A     | Ionuț Vînă         |
| 29 | Romania (bandiera) | D     | Robert Hodorogea   |
| 30 | Romania (bandiera) | C     | Florin Purece      |
| 31 | Romania (bandiera) | P     | Alexandru Buzbuchi |
| 93 | Romania (bandiera) | C     | Neluț Roșu         |